# Salonní hudba

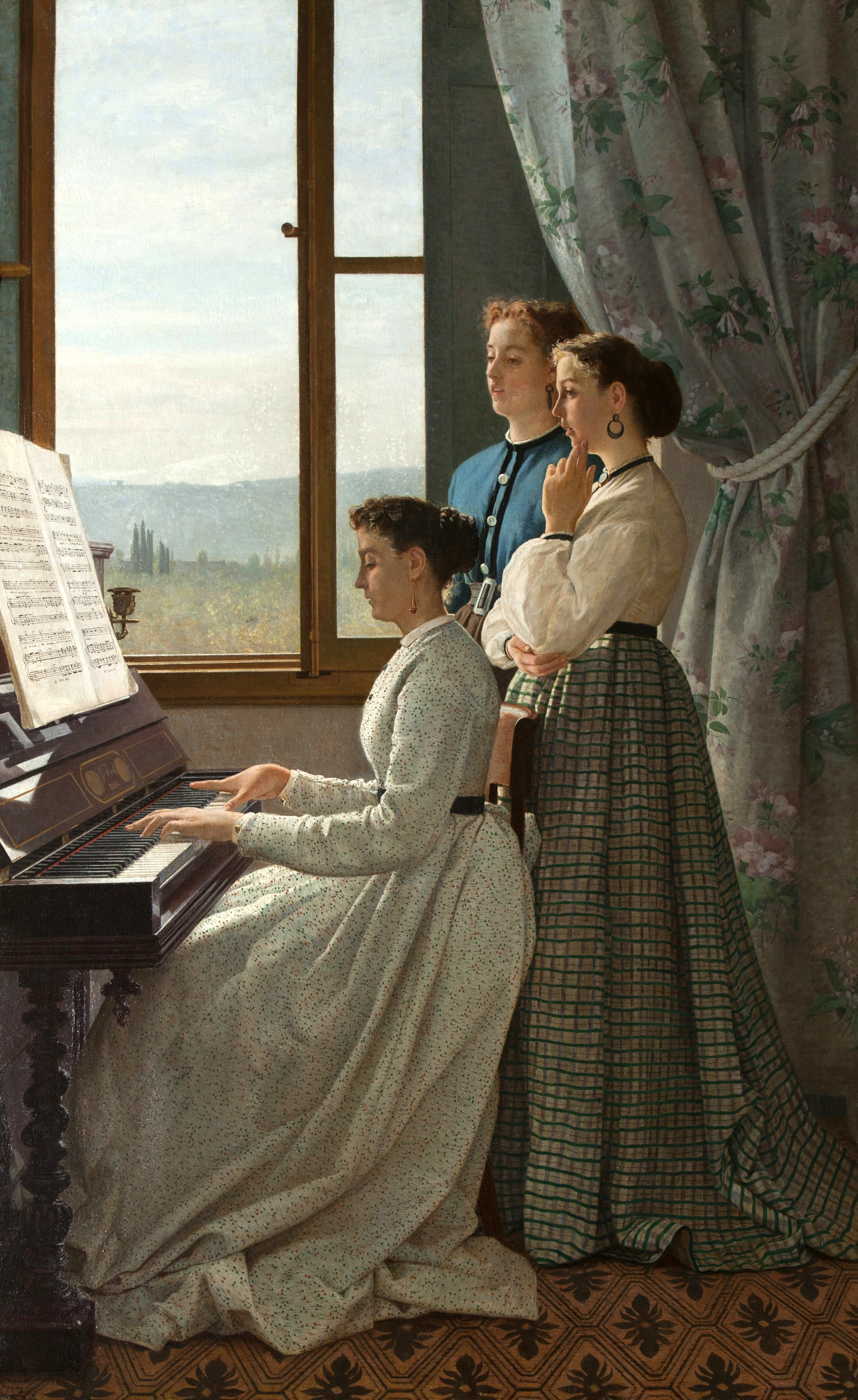
Silvestro Lega: Tři muzicírující dámy, 1868. Galleria d'arte moderna, Palazzo Pitti, Florencie

Salonní hudba je lehká, zábavní forma klasické hudby, provozovaná vyššími a středními společenskými vrstvami 19. a počátku 20. století v prostředí domácností a salonů. Později přibyly kavárny a podobné veřejné prostory, v nichž se zhruba od poslední čtvrtiny 19. století objevoval salonní orchestr, menší těleso, hrající „k tanci a poslechu“ lehkou vážnou hudbu, v raném 20. století i jazz a swing. Název „salonní“ se objevil poprvé ve Francii roku 1830, i když salonní koncerty existovaly již dříve, například slavné schubertiady Franze Schuberta ve Vídni. S rozšířením gramofonu a rádia v prvních dekádách 20. století popularita domácího muzicírování rychle upadala a salonní hudba byla nahrazena jinými formami populární hudby.
Salonní hudba navázala na komorní hudbu období klasicismu. Používala obvykle hudební romantické stylové prostředky s důrazem na snadnou srozumitelnost, citovost a virtuositu. Rozšířila se však z vybrané šlechtické společnosti i do měšťanského prostředí s jeho amatérskými hudebníky a méně vybraným hudebním vkusem. To vedlo ke komercionalizaci, tedy masovému prodeji notových materiálů, a tím k potřebě zjednodušení hudební myšlenky a zkrácení formy. Alba salonní hudby, která se v té době šířila tiskem ve velkých nákladech, tak sestávala z mnoha krátkých, melodicky výrazných skladeb o délce obvykle několika málo minut, tedy již podobně dlouhých jako skladby dnešní populární hudby. Za méně peněz pak bylo možno pořídit volné listy s jednotlivými skladbami.
Vůbec nejčastějším nástrojem salonní hudby byl klavír, který se počátkem 19. století masově rozšířil po západním světě. Hudba původně psaná pro profesionály a pro orchestry bývala zjednodušována pro různé stupně hráčské dovednosti amatérů a upravována pro sólový klavír (tzv. klavírní výtahy oper a symfonií), případně doprovázený zpěvem, anebo pro jiné komorní obsazení. Jindy skladatelé psali svou hudbu již přímo s ohledem na komorní koncertování v prostředí měšťanského salonu.
Vedle již zmíněných operních transkripcí se v salonní hudbě často objevovaly písně, stylizované tance, romantické žánrové scény, evokující událost nebo náladu. Technická náročnost sahala od jednoduchých či zjednodušených skladeb přístupných začátečníkům až po vysoce virtuosní kusy, zdůrazňující mimořádnou zručnost interpreta, jakými se proslavil Ferenc Liszt.
Salonní skladby některých autorů, jako byli Franz Schubert, Fryderyk Chopin, Charles Gounod nebo Bedřich Smetana, se dodnes uvádějí na koncertních pódiích, ale většina této hudby se již hrává zřídka. K pozapomenutým, ale kdysi často tištěným skladbám patří například Poldiniho Tančící panenka, Bądarzewské Dívčina modlitba, Rosasův valčík Nad vlnami, Chaminadeové Šátkový tanec nebo Bohmovy písně, jejichž výnos prý nakladateli Simrockovi poskytl kapitál potřebný k vydávání Brahmsových děl.